# 神西乡
神西乡，是中华人民共和国山西省忻州市五台县下辖的一个乡镇级行政单位。2021年5月，撤销神西乡、建安乡，合并设立建安镇。以原神西乡和原建安乡的行政区域为建安镇的行政区域。

## 行政区划
神西乡下辖以下地区：
神西村、坪上村、段家庄村、水泉湾村、刘家寨村、苏家庄村、边家庄村和红山崖村。